# 原臺南測候所

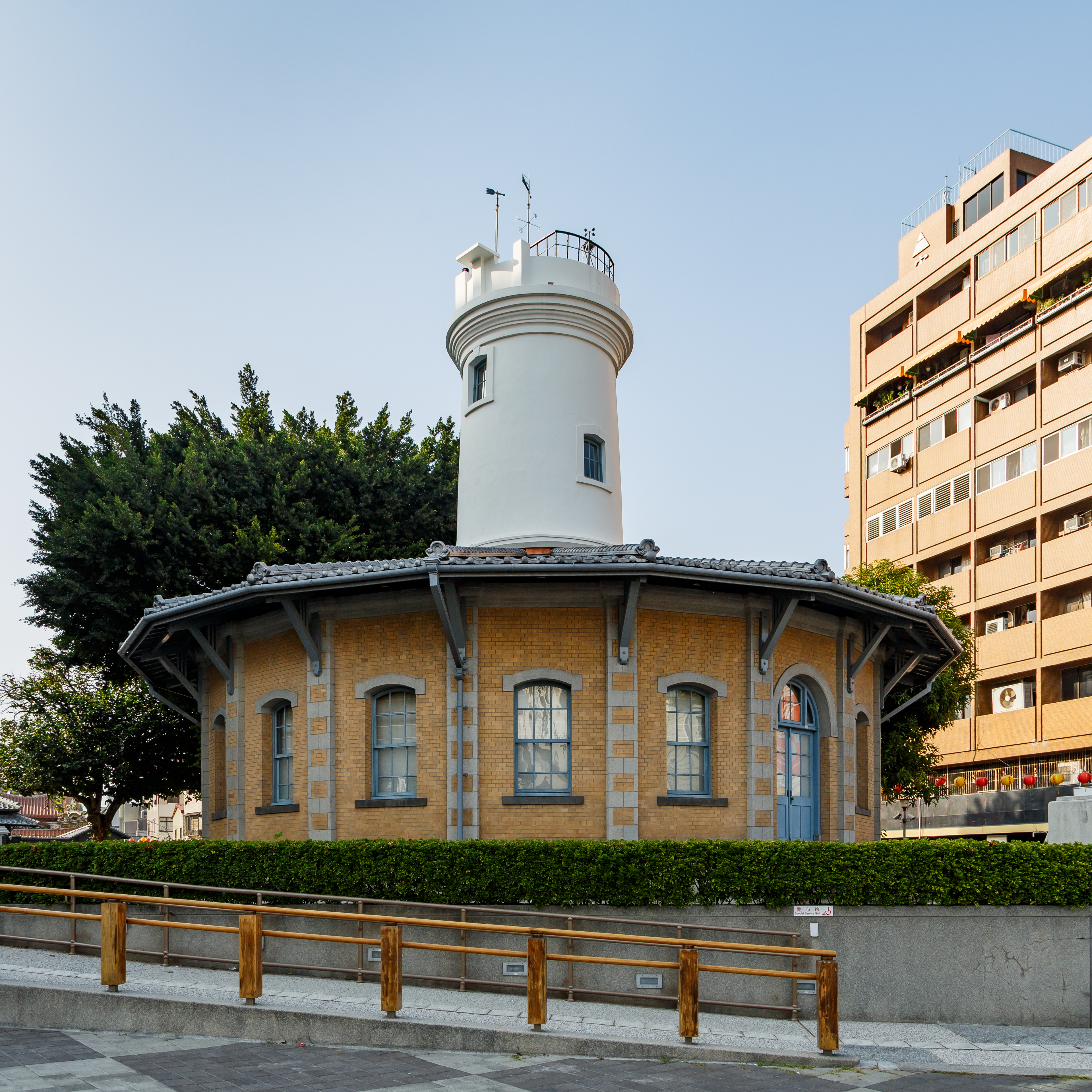
原台南測候所

原臺南測候所，位於臺南市中西區，為1898年建置完成，日治初期第1批設立的測候所之一，也是臺灣現存最古老的氣象建築。其建築中央有高約12公尺的圓柱形風力塔，塔身四周環繞著較低矮的一層樓18邊形辦公空間，座落於昔日臺南府城的最高點，舊名為「鷲嶺台地」，因建築中間有白色高塔，老臺南人稱呼為胡椒管。
1998年，臺南市政府將其公告為市定古蹟，2003年經內政部公告為國定古蹟。

## 沿革
1895年臺灣日治時期開始，臺灣總督府展開對「新領土」的基礎建設，其中氣象觀測對掌握臺灣經濟與民生是相當重要的關鍵點。隔年的明治29年（1896年），臺灣總督府官署所屬官員土居通豫在日本中央氣象局幫助下，於臺灣籌畫氣候觀測機構，並於同年3月成立臺灣總督府民政局測候所的相關官署單位。
經過規劃探勘後，該隸屬於臺灣總督府民政局的氣象單位再於同年7月12日制定5個測候所的地點與名稱，分別是「台北測候所」、「台中測候所」、「台南測候所」、「恆春測候所」與位於離島的「澎湖測候所」，因資材取得因素，優先於臺北、臺南、澎湖等3處建立。其中臺南測候所則預定設置在臺南市中心最高點－鷲嶺，當年太平境街，今為公園路。

### 修建沿革
1895年乙未戰爭結束，1896年（明治29年）2月日本中央氣象台選派技手（技士）近藤久次郎來臺策畫籌設測候所事宜， 3月31日臺灣總督府發佈「敕令第九十七號」制訂測候所編制，由總督府民政局通信部海事課籌備測候所建設事宜。7月12日以「府令第二十一號」公布，測候所初創選定設立臺北、臺中、臺南、恆春、澎湖島等五處測候所定案，西元1897年（明治30年）1月1日正式成立「臺南測候所」。 
臺南測候所創立初期，暫租臺南市天公埕街一民房，作為臨時辦公室，並先期進行氣象觀測作業，臺南城內太平境街新建辦公廳舍竣工後，於西元1898年（明治31年）3月3日遷入。

### 戰後迄今
西元1945年（民國34年），戰後「臺灣總督府氣象台」移交給中華民國政府，改稱為「臺灣省氣象局」，機關全銜改稱為「臺灣省氣象局臺南氣象臺」。
1948年(民國37年)1月，因直屬上級機關改制為「臺灣省氣象所」，全銜改稱為「臺灣省氣象所臺南測候所」。
1965年(民國54年)9月1日，「臺灣省氣象所」改制為「臺灣省氣象局」，全銜再改稱為「臺灣省氣象局臺南測候所」。
1971年(民國60年)7月1日，因「中央氣象局」恢復建制，並接管「臺灣省氣象局」業務，改隸交通部，全銜為「交通部中央氣象局臺南測候所」。
1977年(民國66年)7月依據1976年(民國65年)11月10日總統公布「交通部中央氣象局附屬測站組織通則」，全銜為「交通部中央氣象局臺南氣象測站」。
1989年(民國78年) 8月1日依據1987年(民國76年)11月31日修正公布「交通部中央氣象局組織條例」及「交通部中央氣象局附屬測報機構組織通則」，再更名為「交通部中央氣象局臺南氣象站」。 
2001年(民國90年）3月16日正式成立「臺灣南區氣象中心」，同時裁併高雄氣象雷達站及臺南氣象站。規劃中心大樓1、3、5樓層建置現代氣象科技展示場及整修市定古蹟「原台南測候所」並設氣象歷史文物展示場。2002年12月現代氣象科技展示場建構完成，內容包括氣象、地震、天文及海象四個展示區；2003年11月「原台南測候所」建築物整修及氣象歷史文物展示場於2004年11月完成，二者結合成為氣象展示場。氣象展示場不僅還原了古蹟之美更蘊含了世代交替的文化傳承，參觀者可見證一百多年來氣象進步的軌跡，亦可瞭解自然科學的奧妙。
2023年9月改制為「交通部中央氣象署臺灣南區氣象中心」。

## 建築設計
日治時期明治31年（1898年）落成的臺南測候所廳舍為圓形建物與寬煙囪塔樓兩種構造組成。底下的圓形建物，直徑約略15米，其構成的建物面積為180平方公尺，合約50餘坪。其圓形建物平面上方則置有直徑寬約3，高約6.5公尺煙囪塔樓狀的中央圓塔風力計。圓形建物以該風力計為中軸，其餘部分上鋪屋瓦，搭建的外部鋼條呈十八條放射狀排列。除東西向走道外區分為六室，該官署建物連同上方中央圓塔風力計共高11.6米。
在建物結構方面，此測候所除採磚造材質外，初建時斜屋頂採用台灣瓦，西元1914年改為內地（日本）瓦屋頂，屋面鋼條組成的十八根大樑由中央圓塔內環牆之磚疊上緣架設，最後經中環牆頂部在塔於外環牆上而成。而該建物不但於19世紀末期的臺南市為最高的建築物，也是當時臺灣少見的高聳建築。
經過數度整修後，今測候所結構雖無大幅度改變，但是原來的灰泥塗裝外觀改為十三溝面磚，瓦片則改為日本燻瓦。除此，附壁柱下緣變成石造基座，柱腳及外環牆亦以石材連接，呈現圓形的「十八邊形」，另外，基座下方外飾洗石子。

## 周邊
- 交通部中央氣象署臺灣南區氣象中心
- 鶯料理
- 鷲嶺
- 臺灣首廟天壇
- 湯德章紀念公園
- 國立台灣文學館
- 原台南州會
- 原台南合同廳舍
- 原台南警察署

## 外部連結
- 交通部中央氣象署南區氣象服務網 （页面存档备份，存于）
- 臺灣南區氣象中心 （页面存档备份，存于）
- （页面存档备份，存于）
- 原臺南測候所——文化部iCulture （页面存档备份，存于）
- 原臺南測候所——臺南中西區公所 （页面存档备份，存于）